# Goldmedaille der Royal Astronomical Society

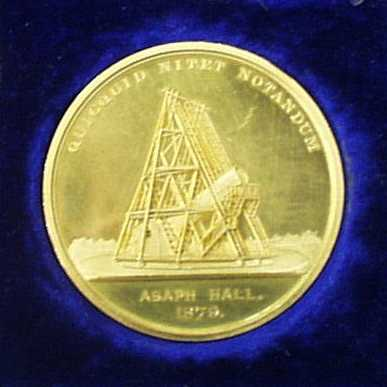
Goldmedaille der Royal Astronomical Society für Asaph Hall, 1879

Die Goldmedaille der Royal Astronomical Society ist der höchste von der Royal Astronomical Society verliehene Wissenschaftspreis.
Die Medaille wurde 1824 erstmals verliehen. Nach oft mehrfachen Vergaben in den ersten Jahren wurde sie ab 1833 nur einmal pro Jahr verliehen. 1846 entstand durch die Entdeckung Neptuns ein Problem, da vielfach sowohl John Couch Adams als auch Urbain Le Verrier als preiswürdig angesehen wurden. Die entstehende Kontroverse wurde schließlich 1848 durch die Verleihung von „Anerkennungsmedaillen“ an zwölf Preisträger gelöst, unter denen sich Adams und Le Verrier befanden. Ab 1849 wurde mit höchstens einem Preis pro Jahr fortgefahren. Adams und Le Verrier erhielten ihre Goldmedaillen schließlich 1866 und 1868.
Seit 1964 werden meist zwei Goldmedaillen vergeben, eine ('A') für Astronomie, Kosmologie, Astroteilchenphysik, Kosmophysik und verwandte Gebiete, die andere ('G') für Geophysik, Sonnenphysik, solar-terrestrische Beziehungen und Planetenforschung.
Das Bildmotiv der Medaille zeigt aus dem Wappen der Gesellschaft eine Abbildung des 40-Fuß-Spiegelteleskops von Wilhelm Herschel und ihren lateinischen Wahlspruch QUICQUID NITET NOTANDUM (so viel wie „Was immer scheint, möge aufgezeichnet werden“).

## Preisträger
- 1824: Charles Babbage, Johann Franz Encke
- 1826: John Herschel, James South, Wilhelm Struve
- 1827: Francis Baily
- 1828: Thomas Brisbane, James Dunlop, Caroline Herschel
- 1829: William Pearson, Friedrich Wilhelm Bessel, Heinrich Christian Schumacher
- 1830: William Richardson, Johann Franz Encke
- 1831: Henry Kater, Marie-Charles-Théodore Damoiseau
- 1833: George Biddell Airy
- 1835: Manuel J. Johnson
- 1836: John Herschel
- 1837: Otto August Rosenberger
- 1839: John Wrottesley
- 1840: Giovanni Antonio Amedeo Plana
- 1841: Friedrich Wilhelm Bessel
- 1842: Peter Andreas Hansen
- 1843: Francis Baily
- 1845: William Henry Smyth
- 1846: George Biddell Airy
- 1849: William Lassell
- 1850: Otto Wilhelm von Struve
- 1851: Annibale De Gasparis
- 1852: Christian August Friedrich Peters
- 1853: John Russell Hind
- 1854: Charles Rümker
- 1855: William Rutter Dawes
- 1856: Robert Grant
- 1857: Samuel Heinrich Schwabe
- 1858: Robert Main
- 1859: Richard Christopher Carrington
- 1860: Peter Andreas Hansen
- 1861: Hermann Mayer Salomon Goldschmidt
- 1862: Warren De La Rue
- 1863: Friedrich Wilhelm August Argelander
- 1865: George Phillips Bond
- 1866: John Couch Adams
- 1867: William Huggins, William Allen Miller
- 1868: Urbain Le Verrier
- 1869: Edward James Stone
- 1870: Charles Eugène Delaunay
- 1872: Giovanni Schiaparelli
- 1874: Simon Newcomb
- 1875: Heinrich Louis d’Arrest
- 1876: Urbain Le Verrier
- 1878: Ercole Dembowski
- 1879: Asaph Hall
- 1881: Axel Möller
- 1882: David Gill
- 1883: Benjamin Apthorp Gould
- 1884: Andrew Ainslie Common
- 1885: William Huggins
- 1886: Edward Charles Pickering, Charles Pritchard
- 1887: George William Hill
- 1888: Arthur Auwers
- 1889: Maurice Loewy
- 1892: George Howard Darwin
- 1893: Hermann Carl Vogel
- 1894: Sherburne Wesley Burnham
- 1895: Isaac Roberts
- 1896: Seth Carlo Chandler
- 1897: Edward Barnard
- 1898: William Frederick Denning
- 1899: Frank McClean
- 1900: Henri Poincaré
- 1901: Edward Charles Pickering
- 1902: Jacobus C. Kapteyn
- 1903: Hermann von Struve
- 1904: George Ellery Hale
- 1905: Lewis Boss
- 1906: William Wallace Campbell
- 1907: Ernest William Brown
- 1908: David Gill
- 1909: Oskar Backlund
- 1910: Karl Friedrich Küstner
- 1911: Philip Herbert Cowell
- 1912: Arthur Robert Hinks
- 1913: Henri-Alexandre Deslandres
- 1914: Max Wolf
- 1915: Alfred Fowler
- 1916: Johan Ludvig Emil Dreyer
- 1917: Walter Sydney Adams
- 1918: John Evershed
- 1919: Guillaume Bigourdan
- 1921: Henry Norris Russell
- 1922: James Jeans
- 1923: Albert A. Michelson
- 1924: Arthur Stanley Eddington
- 1925: Frank Dyson
- 1926: Albert Einstein
- 1927: Frank Schlesinger
- 1928: Ralph Allen Sampson
- 1929: Ejnar Hertzsprung
- 1930: John Stanley Plaskett
- 1931: Willem de Sitter
- 1932: Robert Grant Aitken
- 1933: Vesto Slipher
- 1934: Harlow Shapley
- 1935: Edward Arthur Milne
- 1936: Hisashi Kimura
- 1937: Harold Jeffreys
- 1938: William Hammond Wright
- 1939: Bernard Ferdinand Lyot
- 1940: Edwin Hubble
- 1943: Harold Spencer Jones
- 1944: Otto von Struve
- 1945: Bengt Edlén
- 1946: Jan Hendrik Oort
- 1947: Marcel Minnaert
- 1948: Bertil Lindblad
- 1949: Sydney Chapman
- 1950: Joel Stebbins
- 1951: Anton Pannekoek
- 1952: John Jackson
- 1953: Subrahmanyan Chandrasekhar
- 1954: Walter Baade
- 1955: Dirk Brouwer
- 1956: Thomas George Cowling
- 1957: Albrecht Unsöld
- 1958: André Danjon
- 1959: Raymond Arthur Lyttleton
- 1960: Wiktor Hambardsumjan
- 1961: Herman Zanstra
- 1962: Bengt Strömgren
- 1963: Harry Hemley Plaskett
- 1964: Martin Ryle, Maurice Ewing
- 1965: Edward C. Bullard, Gerald Maurice Clemence
- 1966: Ira S. Bowen, Harold C. Urey
- 1967: Allan Rex Sandage, Hannes Alfvén
- 1968: Fred Hoyle, Walter Munk
- 1969: Martin Schwarzschild, Albert Thomas Price
- 1970: Horace Welcome Babcock
- 1971: Frank Press, Richard van der Riet Woolley
- 1972: Fritz Zwicky, Hal Thirlaway
- 1973: Edwin Salpeter, Albert Francis Birch
- 1974: Ludwig Biermann, Keith Edward Bullen
- 1975: Jesse Leonard Greenstein, Ernst Öpik
- 1976: William McCrea, John Ashworth Ratcliffe
- 1977: David R. Bates, John Gatenby Bolton
- 1978: Lyman Spitzer, James Van Allen
- 1979: Leon Knopoff, Charles Gorrie Wynne
- 1980: Maarten Schmidt, Chaim L. Pekeris
- 1981: J. Freeman Gilbert, Bernard Lovell
- 1982: Riccardo Giacconi, Harrie Massey
- 1983: Fred Whipple, Michael J. Seaton
- 1984: Jakow Borissowitsch Seldowitsch, Keith Runcorn
- 1985: Stephen Hawking, Thomas Gold
- 1986: George E. Backus, Alexander Dalgarno
- 1987: Martin Rees, Takesi Nagata
- 1988: Cornelis de Jager, Don L. Anderson
- 1989: Raymond Hide, Ken Pounds
- 1990: Bernard Pagel, James Dungey
- 1991: Witali Lasarewitsch Ginsburg, Gerald Joseph Wasserburg
- 1992: Eugene N. Parker, Dan McKenzie
- 1993: Peter Goldreich, Donald Lynden-Bell
- 1994: James E. Gunn, Thomas R. Kaiser
- 1995: Rashid Sunyaev, John Houghton
- 1996: Vera Rubin, Kenneth Creer
- 1997: Donald Edward Osterbrock, Donald T. Farley
- 1998: James Peebles, Robert L. Parker
- 1999: Bohdan Paczyński, Kenneth Budden
- 2000: Leon Lucy, Robert Hutchison
- 2001: Hermann Bondi, Henry Rishbeth
- 2002: Leon Mestel, John Arthur Jacobs
- 2003: John N. Bahcall, David Gubbins
- 2004: Jeremiah P. Ostriker, Grenville Turner
- 2005: Margaret Burbidge, Geoffrey Burbidge, Carole Jordan
- 2006: Simon White, Stan Cowley
- 2007: J. Leonard Culhane, Nigel Weiss
- 2008: Joseph Silk, Brian Kennett
- 2009: David Williams, Eric Priest
- 2010: Douglas Gough, John Woodhouse
- 2011: Richard Ellis, Eberhard Grün
- 2012: Andrew Fabian, John Brown
- 2013: Roger Blandford, Chris Chapman
- 2014: Carlos Frenk, John Zarnecki
- 2015: Michel Mayor, Mike Lockwood
- 2016: John D. Barrow, Philip England
- 2017: Nicholas Kaiser, Michele Dougherty
- 2018: James Hough, Robert White
- 2019: Margaret Kivelson, Robert Kennicutt
- 2020: Sandra Moore Faber, Yvonne Elsworth
- 2021: Jocelyn Bell Burnell, Thorne Lay
- 2022: George P. Efstathiou, Richard B. Horne
- 2023: John Peacock, Timothy Palmer
- 2024: Gilles Chabrier, John-Michael Kendall
- 2025: James Binney, Jonathan Tennyson[1]

## Silbermedaillen
Zu zwei Anlässen wurden auch Silbermedaillen vergeben. Dies wurde jedoch nicht fortgeführt.
- 1824: Charles Rümker, Jean-Louis Pons
- 1827: William Samuel Stratford, Col. Mark Beaufoy

## Anerkennungsmedaillen von 1848
- George Biddell Airy, John Couch Adams, Friedrich Wilhelm August Argelander, George Bishop, Lt-Col. George Everest, Sir John Herschel, Peter Andreas Hansen, Karl Ludwig Hencke, John Russell Hind, Urbain Le Verrier, Sir John William Lubbock, Maximilian Weisse